# Samuel W. Reynolds
Samuel W. Reynolds (Omaha, 1890. augusztus 11. – Omaha, 1988. március 20.) az Amerikai Egyesült Államok szenátora (Nebraska, 1954).